# Jacob Bekenstein
Jacob David Bekenstein (ebraică:Yaacov Bekenstein יעקב בקנשטיין) (n. 1 mai 1947, Ciudad de México, Mexic – d. 16 august 2015, Helsingfors, Finlanda) a fost un fizician israelian, teoretician care a contribuit la fondarea termodinamicii găurilor negre și legăturilor dintre informație și gravitație. 
A fost profesor la Universitatea Ebraică din Ierusalim la catedra Polak de fizică teoretică și membru al Academiei Naționale de Științe a Israelului.
A fost laureat al Premiului Israel (2005) și al Premiului Wolf (2012). .

## Biografie
Bekenstein s-a născut la Mexico City în familia lui Josef Bekenstein și Esther, refugiați evrei din Polonia care au emigrat în Mexic.
A învățat într-o școală religioasă , dar din copilărie s-a interesat de știință, mai ales de chimie și matematică. Captivat de trimiterea primului satelit în spațiul cosmic în 1957, a efectuat  din copilărie  experiențe de lansări de rachete. 
Când s-a mutat cu părinții săi în Statele Unite a crescut interesul său pentru astronomie și s-a folosit de un mic telescop.
În anii 1960 a studiat un an chimia, apoi fizica la Institutul Politehnic din Brooklyn, al Universității New York , unde a terminat cu distincție titlul de licențiat, apoi cel de master, apoi a făcut studii de doctorat la Universitatea Princeton, unde l-a avut ca mentor pe fizicianul John Archibald Wheeler,cercetătorul "găurilor negre". S-a perfecționat apoi pentru post doctorat la Universitatea din Austin, Texas.
În anul 1974 Bekenstein a emigrat în Israel, fiind angajat la Universitatea Ben Gurion din Beer Sheva. După 1990 a lucrat ca profesor și cercetător la Universitatea Ebraică din Ierusalim.
Bekenstein a murit subit de atac de cord în august 2015 în cursul unei vizite ca profesor oaspete în Finlanda.   
În viața particulară a fost evreu practicant al religiei.  A lăsat o soție, Bilha, trei copii - Yehonadav, fizician și el,Uriya și Rivka, precum și șase nepoți.

## Contribuții majore în fizică
În 1973 Bekenstein a fost cel dintâi care a sugerat că „găurile negre” pot avea o entropie bine definită. Jacob Bekenstein a atras atenția asupra analogiei exacte între legea diferențială a variației masei totale, a momentului unghiular și sarcinii electrice a găurilor negre și legea a doua a termodinamicii corpului negru. Justificarea folosită era sfidătoare, dar îi lipsea rigoarea, până ce Stephen Hawking a prezis teoretic în anul următor generării de cuante, aidoma corpului negru,  radiație care-i poartă numele. Stephen Hawking a stabilit valoarea exacta a coeficientului de proporționalitate dintre suprafața orizontului de evenimente a unei găuri negre și entropie. Vom menționa, că în formă integrală legea variației masei totale, momentului unghiular și sarcinii electrice a fost stabilită cu puțin timp înainte de savantul american , de origine greacă Demetrios Christodoulou și italianul Remo Ruffini.  Lucrările Lui Hawking au sprijinit cercetările lui Bekenstein de pe o bază mai riguroasă.  Bekenstein a putut să formuleze mai apoi principiul al doilea al termodinamicii aplicat la găurile negre.Ulterior lucrările lui Christodoulu, Ruffini, Bekenstein și Hawking au trezit cel mai viu interes în rândul astrofizicienilor și cosmologilor din întreaga lume. 
În 2004 teoria TeVeS a lui Bekenstein a reconciliat Dinamica Newtoniană Modificată MOND, care explică o serie de fenomene cosmologice care înainte cereau invocarea materiei întunecate, cu teoria gravității a lui Einstein.

## Lucrări
- J. D. Bekenstein, Information in the Holographic Universe. Scientific American, Volume 289, Number 2, August 2003, p. 61.
- J. D. Bekenstein and M. Schiffer, "Quantum Limitations on the Storage and Transmission of Information", Int. J. of Modern Physics 1:355-422 (1990).
- J. D. Bekenstein, "Entropy content and information flow in systems with limited energy", Phys. Rev. D 30:1669-1679 (1984).
- J. D. Bekenstein, "Communication and energy", Phys. Rev A 37(9):3437-3449 (1988).
- J. D. Bekenstein, "Black holes and the second law", Nuovo Cimento Letters 4:737-740 (1972).
- J. D. Bekenstein, "Entropy bounds and the second law for black holes", Phys. Rev. D 27(10):2262-2270 (1983).
- J. D. Bekenstein, "Specific entropy and the sign of the energy", Phys. Rev. D 26(4):950-953 (1982).
- J. D. Bekenstein, "Black holes and everyday physics", General Relativity and Gravitation, 14(4):355-359 (1982).
- J. D. Bekenstein, "Universal upper bound to entropy-to-energy ratio for bounded systems", Phys. Rev. D 23:287-298 (1981).
- J. D. Bekenstein, "Energy cost of information transfer", Phys. Rev. Lett 46:623-626. (1981).
- J. D. Bekenstein, "Black-hole thermodynamics," Physics Today, 24-31 (Jan. 1980).
- J. D. Bekenstein, "Statistical black hole thermodynamics", Phys. Rev. D12:3077- (1975).
- J. D. Bekenstein, "Generalized second law of thermodynamics in black hole physics", Phys. Rev. D 9:3292-3300 (1974).
- J. D. Bekenstein, "Black holes and entropy", Phys. Rev. D 7:2333-2346 (1973).
- J. D. Bekenstein, "Nonexistence of baryon number of static black holes", ii. Phys. Rev. D 5:2403-2412 (1972).

## Premii și onoruri
- 1977 - Premiul Ernst Bergmann (Israel)
- 1981 - Premiul Michael Landau (Israel)
- 1988 - Premiul Rothschild pentru fizică (Israel)
- 1997 - Membru al Academiei Naționale de Științe a Israelului
- 2005 - Premiul de stat Israel
- 2011 - Premiul Haim Weizmann pentru științe exacte (Israel)
- 2012 - Premiul Wolf (Israel)
- 2015 - Premiul Einstein al Societății Americane de Fizică